# ホニー・ジェイソン
ホニー・ジェイソン（Rony Jason、1984年3月21日 - ）は、ブラジルの男性総合格闘家。セアラー州キサダ出身。エヴォルサオン・タイ所属。TUF Brazilフェザー級優勝。ロニー・ジェイソンとも表記される。
ホラー映画のジェイソン・ボーヒーズのようなホッケーマスクを被って入場する。

## 来歴
クラスメイトの影響でブラジリアン柔術、キックボクシング、柔道を始め、2006年に総合格闘技デビュー。
2006年11月9日、Cage Fight Nordesteでヘナン・バラオンと対戦し、1-2の判定負けを喫した。

### TUF
2012年、リアリティ番組「The Ultimate Fighter」のTUF Brazilに参加。ヴァンダレイ・シウバ率いるチーム・ヴァンダレイに所属。フェザー級トーナメント1回戦でアニスタヴィオ・メデイロスに一本勝ち、準決勝ではウゴ・ヴィアナに3-0の判定勝ちを収め決勝進出を果たした。
2012年6月23日、UFC 147のフェザー級トーナメント決勝でゴドフレド・ペペイと対戦し、3-0の判定勝ちを収め優勝を果たした。

### UFC
2012年10月13日、UFC 153でサム・シシリアと対戦し、パウンドでTKO勝ち。ノックアウト・オブ・ザ・ナイトを受賞した。
2013年11月9日、UFC Fight Night: Belfort vs. Hendersonでジェレミー・スティーブンスと対戦し、右ハイキックでKO負けを喫した。
2015年5月30日、UFC Fight Night: Condit vs. Alvesでデイモン・ジャクソンと対戦し、三角絞めで一本勝ち。パフォーマンス・オブ・ザ・ナイトを受賞した。試合後の薬物検査で禁止薬物に指定されている利尿剤の一種ヒドロクロロチアジドの陽性反応が検出されたため、ブラジリアンMMA体育委員会から9か月間の出場停止処分を受け、試合結果もノーコンテストに変更された。
2016年8月6日、UFC Fight Night: Rodriguez vs. Caceresでフェザー級ランキング8位のデニス・バミューデスと対戦し、判定負け。

## 戦績
| 総合格闘技 戦績 | 総合格闘技 戦績 | 総合格闘技 戦績 | 総合格闘技 戦績 | 総合格闘技 戦績 | 総合格闘技 戦績 | 総合格闘技 戦績 |
| --------------- | --------------- | --------------- | --------------- | --------------- | --------------- | --------------- |
| 22 試合         | (T)KO           | 一本            | 判定            | その他          | 引き分け        | 無効試合        |
| 14 勝           | 5               | 8               | 1               | 0               | 0               | 1               |
| 7 敗            | 2               | 1               | 4               | 0               | 0               | 1               |

| 勝敗 | 対戦相手                         | 試合結果                         | 大会名                                                        | 開催年月日     |
| ×    | ジェレミー・ケネディ             | 5分3R終了 判定0-3                | UFC Fight Night: Belfort vs. Gastelum                         | 2017年3月11日  |
| ×    | デニス・バミューデス             | 5分3R終了 判定0-3                | UFC Fight Night: Rodriguez vs. Caceres                        | 2016年8月6日   |
| －   | デイモン・ジャクソン             | ノーコンテスト（薬物検査失格）   | UFC Fight Night: Condit vs. Alves                             | 2015年5月30日  |
| ×    | ロビー・ペラルタ                 | 5分3R終了 判定1-2                | UFC Fight Night: Miocic vs. Maldonado                         | 2014年5月31日  |
| ○    | スティーブン・サイラー           | 1R 1:17 TKO（左フック→パウンド） | UFC Fight Night: Shogun vs. Henderson 2                       | 2014年3月23日  |
| ×    | ジェレミー・スティーブンス       | 1R 0:40 KO（右ハイキック）       | UFC Fight Night: Belfort vs. Henderson                        | 2013年11月9日  |
| ○    | マイク・ウィルキンソン           | 1R 1:24 三角絞め                 | UFC on Fuel TV 10: Nogueira vs. Werdum                        | 2013年6月8日   |
| ○    | サム・シシリア                   | 2R 4:16 TKO（右フック→パウンド） | UFC 153: Silva vs. Bonnar                                     | 2012年10月13日 |
| ○    | ゴドフレド・ペペイ               | 5分3R終了 判定3-0                | UFC 147: Silva vs. Franklin 2 【フェザー級トーナメント 決勝】 | 2012年6月23日  |
| ○    | ヘジナウド・ヴィエイラ           | 1R 1:25 腕ひしぎ十字固め         | Max Fight 10 【Max Fightフェザー級王座決定戦】                | 2011年11月10日 |
| ○    | アンデルソン・ジ・デウス・ソウザ | 1R 3:12 肩固め                   | High Fight Rock 1                                             | 2011年9月17日  |
| ○    | マルロン・メデイロス             | 1R 3:14 三角絞め                 | Max Fight 9                                                   | 2011年7月16日  |
| ○    | ジエゴ・ヒベイロ                 | 1R 0:43 TKO（パンチ連打）        | Face to Face 4                                                | 2011年4月23日  |
| ○    | ジュランジル・サルジーニャ       | 1R 1:15 三角絞め                 | WFE 8: Platinum                                               | 2010年12月15日 |
| ×    | ジェナイル・ダ・シウバ           | 2R終了時 TKO（ドクターストップ） | Platinum Fight Brazil 2                                       | 2009年12月5日  |
| ○    | フェリペ・アウベス               | 1R 0:38 リアネイキドチョーク     | Hawk Fight Championship 1                                     | 2009年10月10日 |
| ○    | フェリペ・アランテス             | 1R 4:53 三角絞め                 | Samurai Fight Combat                                          | 2009年9月12日  |
| ×    | ジョアン・パウロ・ホドリゲス     | 2R 3:30 ギブアップ（踏みつけ）   | Platinum Fight Brazil                                         | 2009年8月13日  |
| ○    | ヘナン・ファウコン               | 1R 腕ひしぎ十字固め              | Leal Combat: Mossoro                                          | 2007年9月4日   |
| ×    | ヘナン・バラオン                 | 5分3R終了 判定1-2                | Cage Fight Nordeste                                           | 2006年11月9日  |
| ○    | フェルナンド・ガルジネル         | 1R KO（踏みつけ）                | Hikari Fight                                                  | 2006年11月8日  |
| ○    | アレッサンドロ・カベカ           | 2R 4:15 TKO（パンチ連打）        | Nordeste Mega Fight Vale Tudo 2                               | 2006年5月4日   |

## 獲得タイトル
- Max Fightフェザー級王座（2011年）
- The Ultimate Fighter Brazil フェザー級トーナメント 優勝（2012年）

## 表彰
- ブラジリアン柔術 黒帯
- 柔道 オレンジ帯
- キックボクシング 黒帯
- UFC ノックアウト・オブ・ザ・ナイト（1回）
- UFC パフォーマンス・オブ・ザ・ナイト（1回）